# Rádio Inconfidência
Rádio Inconfidência é uma emissora de rádio pública do estado de Minas Gerais.

## História
A emissora iniciou suas transmissões na faixa de ondas médias em 1936, com o indicativo de chamada PRI-3 e o slogan A Voz de Minas para Toda a América. Em 1938 transmitiu para o Brasil a Copa do Mundo de futebol realizada na França e em 1940 começou a transmitir na faixa de ondas curtas com os indicativos PRK-5 e PRK-9. 
Durante a chamada era de ouro do rádio, era a emissora mais ouvida de Minas Gerais, ganhando o slogan de O Gigante do Ar[carece de fontes?]. A transmissão em frequência modulada teve início em 1979, transmitindo apenas músicas brasileiras e programas culturais (daí o slogan Brasileiríssima), enquanto a cadeia AM e os canais em ondas curtas mantiveram a programação generalista tradicional, com vários tipos de programas.